# Фортіс
Фортіс (Forties) — одне з найбільших родовищ нафти, виявлених у Північному морі. Входить до Центрально–Європейського нафтогазоносного басейну.

## Історія
Відкрите в 1970 р, родовище Forties було символом нафтового буму в британському секторі Північного моря. Менш ніж через три роки Forties щодня перекачувало 500 млн бар. нафти по 170 км трубопроводу на нафтопереробний завод ВР в місті Гренгмаус в Шотландії. За 30 років експлуатації з родовища було викачано 2,5 млрд бар. нафти.

## Характеристика
Глибина залягання покладів 2135—2217 м. Запаси 268 млн т. Сьогодні з Forties отримують трохи менше 45 тис. бар. нафти на день. Видобуток падає. У 2002 р. родовище Forties продане компанією British Petroleum американській компанії Apache за 1,3 млрд дол.